# Землетрясение на Бали
Землетрясение на острове Бали — землетрясение магнитудой 6,1, произошедшее 13 октября 2011 года в 11 часов 16 минут по местному времени в 100 км к юго-западу от Денпасара, Индонезия. Гипоцентр залегал на глубине 35 километров.
Спустя 4,5 часа произошел афтершок от основного землетрясения магнитудой 4,9 в 149 км к юго-западу от Денпасара, Индонезия также на глубине 35 километров.
А ровно через 9 часов после основного подземного толчка произошёл и второй афтершок магнитудой 4,5, но уже в 263 км к югу от Вайнгапу, остров Сумба, Индонезия.

## Последствия
Не менее 50 человек получили ранения вследствие возникшей паники, они получили порезы, переломы, травмы головы.
Частично обрушилась крыша у здания Кепала Секолах СМКН 3 Сукавати И Кетут Суанди. Сотни плиток и ячеек упали на этаж, причинив умеренный ущерб. Школьники и студенты были отправлены по домам.
В округе Мункар 1 дом обрушился.
На Бали некоторые из госпиталей, древних храмов и домов получили незначительный ущерб.
В городе Баньюванги здание одного офисного здания получило повреждения.
В Денпасаре на стене здания метеорологического агентства появились трещины, а стёкла в окнах были разбиты вследствие подземных колебаний.